# Port lotniczy Buchta Prowidienija
Port lotniczy Buchta Prowidienija (IATA: PVS, ICAO: UHMD) – mały port lotniczy położony 3 km na południowy zachód od osiedla Prowidienija, w Czukockim Okręgu Autonomicznym, w Rosji.

## Kierunki lotów i linie lotnicze
| Linia lotnicza | Kierunek  |
| -------------- | --------- |
| Chukotavia     | 1. Anadyr |